# Мирко Драшковић
Мирко Драшковић (Бар, 22. јуна 1996) црногорски је фудбалски голман који тренутно наступа за Хајдук Вељко из Неготина.

## Каријера
Драшковић је своју фудбалску каријеру започео у родном Бару, где је наступао за локалне клубове Морнар и Хајдук. Након тога је прешао БАСК из Београда, где је провео други део сезоне 2017/18. у Српској лиги Београда. Касније је приступио екипи Слоге из Петровца на Млави, а затим и Јединству из Параћина.
Током јесени 2019, Драшковић је био члан Борца из Сакула, док је наредне календарске године постао играч истоименог клуба из Чачка. Почетком септембра 2020. потписао је за крушевачки Трајал. Свој први наступ за Трајал, Драшковић је уписао у претколу Купа Србије, против Слоге из Мајдева. У Првој лиги Србије дебитовао је у 7. колу такмичарске 2020/21, када је на полувремеу сусрета са панчевачким Железничаром заменио Алексу Тодоровића. По први пут се нашао у стартној постави у том такмичењу на гостовању Радничком у Сремској Митровици, где је Трајал остварио победу резултатом 2 : 1. Због свог учинка на утакмици, Драшковић је извештају Спортског журнала оцењен као најбољи појединац тог догађаја, а затим и као најбољи играч 10. кола Прве лиге Србије према избору истог листа. Током првог дела календарске 2021. бранио је за Млади радник. Током лета исте године тренирао је са Радничким са Новог Београда, а затим је приступио екипи Хајдук Вељка.

## Трофеји и награде
Борац Чачак
- Српска лига Запад: 2019/20.[20]